# Sela pri Kamniku
Sela pri Kamniku este o localitate din comuna Kamnik, Slovenia, cu o populație de 78 de locuitori.